# Brasão de Galileia (Minas Gerais)
O brasão de Galileia é um dos símbolos oficiais do município brasileiro supracitado, localizado no interior do estado de Minas Gerais. Nele estão presentes o ano que teve início o povoamento da região do atual município, através da doação de terras pertencentes a José Pereira Sete (1926), e o ano em que ocorreu a emancipação política de Galileia (1948).